# 恩内迪高原

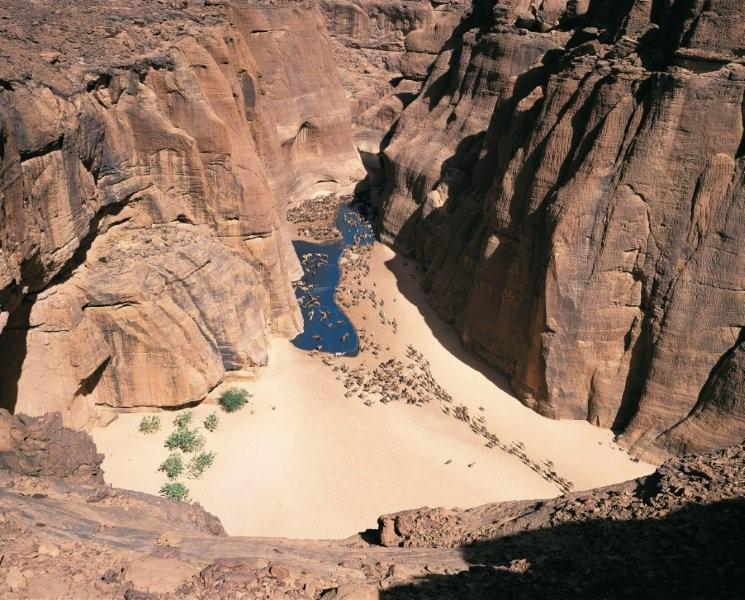
骆驼在恩内迪高原的一个峡谷中的水潭上。

恩内迪高原（Ennedi Plateau）位于乍得东北部，面积约为60,000平方公里(23,000平方英里)，其最高点海拔约1,450米(4,760英尺)。恩内迪高原由砂岩组成。2016年2月，恩内迪高原被列入联合国教科文组织世界遗产名录。